# Brian Tuilagi
Pour les articles homonymes, voir Tuilagi.
Pas d'image ? Cliquez ici

a Compétitions nationales et continentales officielles uniquement.

Dernière mise à jour le 20 juin 2020.
Brian Tuilagi, né le 16 mars 1994 à Apia, est un joueur samoan de rugby à XV qui évolue au poste de troisième ligne aile.

## Biographie
Brian Tuilagi est né de l'union de Fereti Tuilagi, joueur de rugby à XV ayant notamment porté le maillot des Leicester Tigers et de l'équipe nationale des Samoa, et de sa femme Polly. Après la Coupe du monde 1995, la famille Tuilagi emménage en Angleterre.
Brian évolue avec les Leicester Tigers,, avant d'intégrer le club des Newcastle Falcons en 2014,, jouant alors avec l'équipe réserve et l'équipe de rugby à sept,, et étudiant à temps partiel à l'université de Northumbria.
Il intègre ensuite l'académie des Saracens,,. En parallèle, il évolue avec les équipes de Bedford Blues, Ampthill RUFC et Old Albanian RFC (en).
Après avoir disputé une rencontre avec l'équipe première pendant la saison 2016-2017, dans le cadre de la Coupe anglo-galloise,, Brian quitte l'Angleterre et l'académie des Saracens pour rejoindre la France, signant un contrat professionnel d'une saison avec l'US Dax, évoluant en Pro D2.
Après deux saisons, il s'engage avec le Mogliano Rugby en Top 12, première division du championnat italien.
Brian et son frère Fred (en) quittent tous les deux le championnat italien à l'intersaison 2020, afin de signer un contrat avec le club des London Scottish évoluant en Championship, la 2e division anglaise.